# كاتربيلر
شركة كاتربيلر (بالإنجليزية: Caterpillar Inc.)، تقوم بتصميم، تصنيع، تسويق وبيع المعدات الثقيلة والمحركات وتبيع المنتجات المالية والتأمين للعملاء من خلال شبكة من الوكلاء في جميع أنحاء العالم.
وكاتربيلر هي أكبر منتج في العالم لمعدات الإنشاء والتعدين، محركات الديزل والغاز الطبيعي، وتوربينات الغاز الصناعية. مع أصول بأكثر من 70 مليار دولار أمريكي، وكانت شركة كاتربيلر في المرتبة رقم واحد في مجال صناعتها ورقم 44 في المجمل لعام 2009 حسب فورتشن 500.
وسهم الشركة هو أحد مكونات مؤشر داو جونز الصناعي.
وتعود أصول الشركة إلى عام 1925. وفي عام 1986، أعادت الشركة تنظيم نفسها تحت اسمها الحالي كاتربيلر. ويقع مقر الشركة في بيوريا، إلينوي، الولايات المتحدة.

## لمحة تاريخية
كانت الجرارات البخارية في تسعينيات القرن التاسع عشر وأوائل القرن العشرين ثقيلة للغاية، وكانت تزن أحيانًا 1,000 رطل (450 كـغ) لكل حصان، وغالبًا ما تغرق في أرض أراضي سان جواكين فالي دلتا الزراعية المحيطة بمدينة ستوكتون، كاليفورنيا. حاول بنيامين هولت حل المشكلة عن طريق زيادة حجم وعرض العجلات حتى 7.5 قدم (2.3 م) وطوله 6 قدم (1.8 م) نطاق واسع، ينتج جرار 46 قدم (14 م) واسعة، ولكن هذا أيضًا جعل الجرارات معقدة ومكلفة وصعبة الصيانة بشكل متزايد. كان الحل الآخر الذي تم النظر فيه هو وضع طريق خشبي مؤقت أمام الجرار البخاري، لكن هذا كان مستهلكًا للوقت ومكلفًا ويتداخل مع تحريك التربة. فكر هولت في لف الألواح حول العجلات. استبدل العجلات 40 حصان (30 كـو) باخرة هولت، رقم 77، بمجموعة من المسارات الخشبية مثبتة بمسامير بالسلاسل. في يوم عيد الشكر، 24 نوفمبر 1904، اختبر بنجاح الآلة المحدثة لحرث أرض دلتا الرطبة في جزيرة روبرتس. في نفس الوقت، طور ريتشارد هورنزبي وأولاده في جرانثام، لينكولنشاير، إنجلترا، مركبة ذات لوحة فولاذية، حصلت على براءة اختراع في عام 1904. تم توجيه هذا الجرار عن طريق الكبح التفاضلي للمسارات، ولم يتطلب عجلة قيادة محراث أمامية للتوجيه، مما جعله أول من يفعل ذلك. تم تصنيع وبيع العديد من الجرارات للعمل في يوكون، أحد الأمثلة عليها كان يعمل حتى عام 1927، وما زالت بقاياها موجودة. وجد هورنزبي سوقًا محدودًا لجراراتهم، لذلك باعوا براءة اختراعهم إلى هولت في عام 1911، وهو نفس العام الذي يحمل علامة هولت التجارية «كاتربيلر». وبحسب ما ورد لاحظ مصور الشركة تشارلز كليمنتس أن الجرار زحف مثل كاتربيلر، واستولى هولت على الاستعارة. «كاتربيلر هو كذلك. هذا هو اسمها!» ومع ذلك، تنسب بعض المصادر هذا الاسم إلى الجنود البريطانيين الذين شهدوا تجارب جرار هورنزبي في يوليو 1907. بعد ذلك بعامين، باع هولت أول جرار زاحف يعمل بالبخار مقابل 5500 دولار أمريكي، أي حوالي 128000 دولار أمريكي اليوم. تميز كل جانب بإطار مسار بقياس 30 بوصة (760 مـم) بارتفاع 42 بوصة (1,100 مـم) وعرض 9 قدم (2.7 م) طويل. كانت المسارات 3 بوصة (76 مـم) بمقدار 4 بوصة (100 مـم) شرائح الخشب الأحمر. حصل هولت على أول براءة اختراع لمسار عملي مستمر للاستخدام مع جرار في 7 ديسمبر 1907، وذلك لتحسينه «محرك الجر» («التحسين في المركبات، وخاصة فئة محرك الجر؛ وشمل دعمًا لا نهاية له لمنصة السفر التي يعتمد عليها يتم حمل المحرك»).

### التأسيس الأولي في بيوريا (1910) وانتقال المقر الرئيسي إلى ديرفيلد (2017)
في 2 فبراير 1910، افتتح هولت مصنعًا في إيست بيوريا، إلينوي، بقيادة ابن أخيه بليني هولت. هناك، التقى بليني، تاجر أدوات المزارع، موراي بيكر، الذي علم بوجود مصنع فارغ تم بناؤه مؤخرًا لتصنيع الأدوات الزراعية ومحركات الجر البخارية. كتب بيكر، الذي أصبح فيما بعد أول نائب رئيس تنفيذي لما أصبح يعرف باسم شركة كاتربيلر تراكتور، إلى مقر هولت في ستوكتون ووصف مصنع شركة كولين للتصنيع المفلسة في إيست بيوريا. في 25 أكتوبر 1909، اشترى بليني هولت المصنع، وبدأ على الفور عملياته مع 12 موظفًا. قام هولت بتأسيسها باسم شركة هولت كاتربيلر، على الرغم من أنه لم يكن علامة تجارية لاسم كاتربيلر حتى 2 أغسطس 1910.
أثبتت إضافة مصنع في الغرب الأوسط، على الرغم من رأس المال الضخم اللازم لإعادة تجهيز المصنع، أنها مربحة للغاية لدرجة أنه بعد عامين فقط، وظفت الشركة 625 شخصًا وكانت تصدر الجرارات إلى الأرجنتين وكندا والمكسيك. تم بناء الجرارات في كل من ستوكتون وإيست بيوريا. في 31 يناير 2017، أعلنت الشركة عن خطط لنقل مقرها الرئيسي من بيوريا إلى ديرفيلد، إلينوي، بحلول نهاية عام 2017. الموقع الجديد في 500 Lake Cook Road هو الموقع السابق لمصنع فياتاليس الذي صنع اللوادر بعجلات لسنوات عديدة.

### استخدم في الحرب العالمية الأولى
تم تصنيع الدبابات الأولى المستخدمة في الحرب العالمية الأولى من قبل شركة وليام فوستر.، أيضًا في لينكولنشاير، إنجلترا، وتم تقديمها إلى ساحة المعركة في عام 1916. وقد تعاونت تلك الشركة مع هورنزبي في تطوير المركبات المعروضة للجيش البريطاني في عام 1907، وتوفير محركات البارافين (الكيروسين). لعبت جرارات هولت من نوع الجنزير دورًا داعمًا في الحرب العالمية الأولى. وحتى قبل دخول الولايات المتحدة رسميًا إلى الحرب العالمية الأولى، شحنت هولت 1200 جرارًا إلى إنجلترا وفرنسا وروسيا لأغراض زراعية. ومع ذلك، أرسلت هذه الحكومات الجرارات مباشرة إلى جبهة القتال، حيث استخدمها الجيش لسحب المدفعية والإمدادات. عندما اندلعت الحرب العالمية الأولى، أمر مكتب الحرب البريطاني بجرار هولت وأخضعه للتجارب في ألدرشوت. أعجب مكتب الحرب بشكل مناسب واختاره كجرار بندقية. على مدى السنوات الأربع التالية، أصبح جرار هولت جرارًا مدفعيًا رئيسيًا، يستخدم بشكل أساسي لنقل المدافع المتوسطة مثل مدافع الهاوتزر مقاس 6 بوصات، و مسدس مدقة 60، ولاحقًا هاوتزر 9.2 بوصة. كانت جرارات هولت أيضًا مصدر إلهام لتطوير الدبابة البريطانية، والتي غيرت بشكل كبير تكتيكات الحرب البرية. الميجور إرنست سوينتون، الذي أرسل إلى فرنسا كمراسل حربي للجيش، سرعان ما رأى إمكانات جرار زراعي. :116 على الرغم من أن البريطانيين اختاروا لاحقًا شركة إنجليزية لبناء دباباتهم الأولى، إلا أن جرار هولت أصبح «أحد أهم المركبات العسكرية في كل العصور».

### تحديات ما بعد الحرب
أصبحت جرارات هولت معروفة جيدًا خلال الحرب العالمية الأولى. شكلت العقود العسكرية الجزء الأكبر من إنتاج الشركة. عندما انتهت الحرب، تم إنهاء التوسع المخطط لهولت لتلبية احتياجات الجيش فجأة. كانت الجرارات الثقيلة التي يحتاجها الجيش غير مناسبة للمزارعين. ساء وضع الشركة عندما أعيدت جرارات المدفعية من أوروبا، مما أدى إلى انخفاض أسعار المعدات الجديدة ومخزون هولت غير المبيع من الجرارات العسكرية. كافحت الشركة مع الانتقال من فترة ازدهار الحرب إلى حالة الكساد في زمن السلم. لإبقاء الشركة واقفة على قدميها، اقترضوا بكثافة. تلقت شركة س. إل. بست، التي شكلها كلارنس ليو بست في عام 1910، والمنافس الرئيسي لهولت، دعمًا حكوميًا خلال الحرب، مما مكنها من تزويد المزارعين بالجرارات الزراعية الأصغر التي يحتاجونها. نتيجة لذلك، اكتسب بست ميزة سوقية كبيرة على هولت بنهاية الحرب. كما تحملت بيست ديونًا كبيرة للسماح لها بمواصلة التوسع، وخاصة إنتاج أفضل موديل 60 الجديد «تراكلاير».

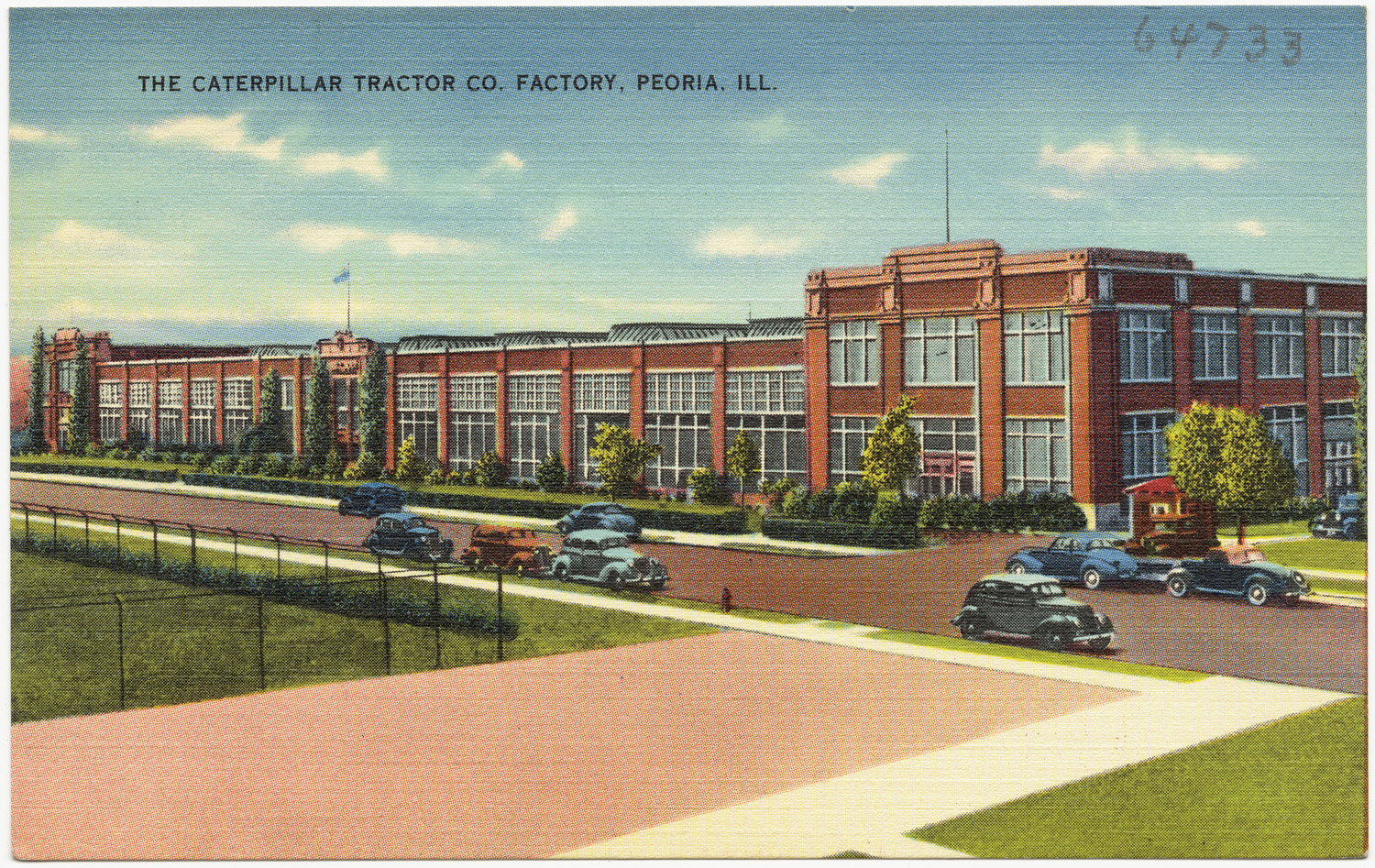
بطاقة بريدية توضح مصنع شركة كاتربيلر تراكتور في بيوريا، الفترة 1930-1945.

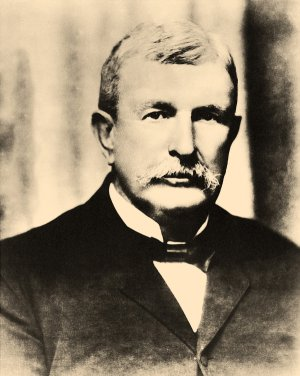
بنيامين هولت، أحد الآباء المؤسسين لشركة هولت للتصنيع.

تأثرت كلتا الشركتين سلبًا بالانتقال من زمن الحرب إلى اقتصاد وقت السلم، مما ساهم في كساد على مستوى البلاد، مما أدى إلى زيادة تثبيط المبيعات. في 5 ديسمبر 1920، توفي بنيامين هولت البالغ من العمر 71 عامًا بعد مرض استمر شهرًا.

### تشكيل شركة كاتربيلر (1925)
أجبرت البنوك والمصرفيون الذين لديهم ديون كبيرة للشركة مجلس إدارة هولت على قبول مرشحهم، توماس باكستر ليخلف بنيامين هولت. قطعت باكستر في البداية الجرارات الكبيرة من خط إنتاج الشركة وقدمت نماذج أصغر تركز على السوق الزراعية. عندما مول قانون المساعدة الفيدرالية للطرق السريعة لعام 1921 برنامجًا اتحاديًا لبناء الطرق السريعة بقيمة مليار دولار أمريكي، بدأت باكستر في إعادة تركيز الشركة نحو بناء معدات بناء الطرق. واجهت الشركتان أيضًا منافسة شرسة من شركة جرار فوردسون بين عامي 1907 و 1918، أنفق بست وهولت حوالي 1.5 مليون دولار أمريكي على شكل رسوم قانونية محاربة بعضهما البعض في عدد من الدعاوى القضائية التعاقدية والعلامات التجارية وبراءات الاختراع. ساعد هاري إتش فير من دار السمسرة في بيرس، فير آند كومباني في سان فرانسيسكو في تمويل. اقترب منه ديون بست ومساهمي هولت بشأن الصعوبة المالية لشركتهم. أوصى فاير بضرورة دمج الشركتين. في أبريل ومايو 1925، أقوى مالياً سي. تم دمجها بشكل أفضل مع شركة هولت كاتربيلر الرائدة في السوق لتشكيل شركة كاتربيلر للجرارات. كان المقر الرئيسي للشركة الجديدة في سان لياندرو حتى عام 1930، عندما تم نقلها بموجب شروط الاندماج إلى بيوريا. تمت إقالة باكستر من منصب الرئيس التنفيذي في وقت سابق في عام 1925، وتولى كلارنس ليو بيست منصب الرئيس التنفيذي، وظل في هذا المنصب حتى أكتوبر 1951. اعتمدت كاتربيلر محرك الديزل ليحل محل محركات البنزين. خلال الحرب العالمية الثانية، اكتسبت منتجات كاتربيلر شهرة، وكتائب البناء التابعة للبحرية الأمريكية، التي بنت المطارات ومنشآت أخرى في مسرح العمليات في المحيط الهادئ. احتلت كاتربيلر المرتبة 44 بين الشركات الأمريكية من حيث قيمة عقود الإنتاج العسكري في زمن الحرب. خلال فترة ازدهار البناء في فترة ما بعد الحرب، نمت الشركة بوتيرة سريعة، وأطلقت أول مشروع لها خارج الولايات المتحدة في عام 1950، إيذانًا ببداية تطور كاتربيلر إلى شركة متعددة الجنسيات. في عام 2018، كانت كاتربيلر في طور إعادة الهيكلة، حيث أغلقت مركزًا تجريبيًا في بنما ومنشأة لتصنيع المحركات في إلينوي. 

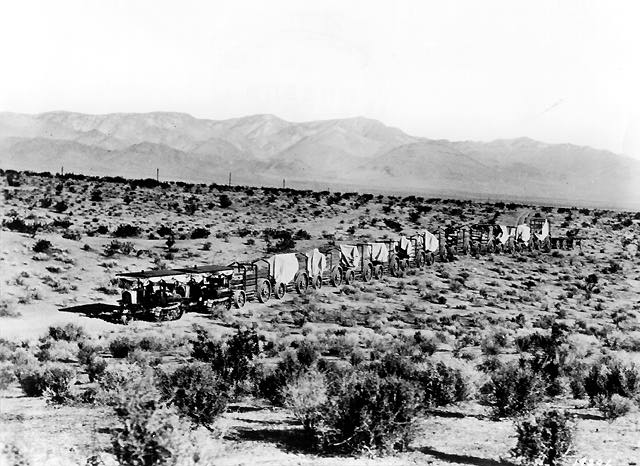
تعاون جرّاران مجنزران هولت 45 يعملان بالبنزين لسحب قطار عربة طويل في صحراء موهافي أثناء بناء قناة لوس أنجلوس المائية في عام 1909.

### التوسع في الأسواق النامية
قامت كاتربيلر ببناء أول منشأة روسية لها في مدينة توسنو، الواقعة بالقرب من سانت بطرسبرغ، روسيا. تم الانتهاء منه في 16 شهرًا، وتم احتلاله في نوفمبر 1999، وبدأ تصنيع مكونات الماكينة في عام 2000. كان لديها أول محطة كهربائية فرعية بنيت في لينينغراد أوبلاست منذ أن تم حل الحكومة الشيوعية في 26 ديسمبر 1991. تم بناء المنشأة في ظروف الشتاء القاسية، حيث كانت درجة الحرارة أقل من -13 درجة فهرنهايت (-25 درجة مئوية). تمت إدارة بناء المنشأة من قبل مجموعة ليمنيكان في هلسنكي، فنلندا.[بحاجة لمصدر]
تصنع منشأة كاتربيلر في جمهورية الصين الشعبية، التي تبلغ تكلفتها 125 مليون دولار، اللوادر ذات العجلات المتوسطة وممهدات التسوية، بشكل أساسي للسوق الآسيوية. كان من المقرر إنتاج أول آلة في مارس 2009. تدير شركة أورس أوسينو، في سان فرانسيسكو، كاليفورنيا، إنشاء المرافق. تم تصنيع كاتربيلر في البرازيل منذ عام 1960. في عام 2010، أعلنت الشركة عن خطط لتوسيع إنتاج الحفارات واللوادر الصغيرة ذات العجلات بمصنع جديد. تقوم كاتربيلر أيضًا بتصنيع الآلات والمحركات ومجموعات المولدات في الهند. تمتلك كاتربيلر ثلاث منشآت في الهند، وهي في تاميل نادو (ثيروفالور وهوسور) ومهاراسترا (أورانجاباد).

### عمليات الاستحواذ

#### التجريد
تقوم كاتربيلر أحيانًا بتجريد الأصول التي لا تتوافق مع كفاءاتها الأساسية.
| الأصول مجردة                                | موقع                                          | تاريخ | المشتري                    | منتجات                                     | ملاحظات                                                                                      |
| ------------------------------------------- | --------------------------------------------- | ----- | -------------------------- | ------------------------------------------ | -------------------------------------------------------------------------------------------- |
| قسم توربوماك للتوربينات الشمسية إنكوربوريتد | سان دييغو، كاليفورنيا، الولايات المتحدة       | 1985  | شركة Sunstrand             | وحدات الطاقة المساعدة                      | تم بيع الأصل الفضائي الوحيد لشركة كاتربيلر، وليس الكفاءة الأساسية، إلى شريك قديم             |
| هندسة كاتو                                  | مانكاتو، مينيسوتا، الولايات المتحدة           | 1999  | شركة ايمرسون للكهرباء      | مولدات كهربائية كبيرة                      | مقايضة الأصول. استحوذت كاتربيلر على FG Wilson من Emerson كجزء من الصفقة.                     |
| أصول المعدات الزراعية                       | ديكالب، إلينوي، الولايات المتحدة              | 2002  | شركة AGCO                  | تصميم وتجميع وتسويق جرارات تشالنجر الجنزير | على الرغم من أنها تأسست كشركة مصنعة للمعدات الزراعية، إلا أنها خرجت من العمل بهذا البيع.     |
| المجموعة المفضلة لصناديق الاستثمار المشترك  | لا ينطبق                                      | 2006  | T. Rowe Price Group.       | صناديق الاستثمار                           | قررت شركة كاتربيلر Investment Management Ltd. الخروج من أعمال إدارة الاستثمار.               |
| ماكينات الرواد                              | وست كولومبيا، ساوث كارولينا، الولايات المتحدة | 2007  | اتحاد من ستة تجار كاتربيلر | موزع لمعدات الغابات                        |                                                                                              |
| ASV،.                                       | غراند رابيدز، مينيسوتا، الولايات المتحدة      | 2008  | تيركس مينيسوتا، إنك.       | آلات الجنزير المطاطية                      | كانت كاتربيلر في السابق تمتلك 23.5% من أسهم ASV القائمة قبل دعم الشراء من قبل Terex          |
| خدمات كاتربيلر اللوجستية                    | مورتون، إلينوي، الولايات المتحدة              | 2012  | بلاتينيوم إيكويتي، ذ       | الخدمات اللوجستية وحلول التخزين            | تحتفظ كاتربيلر بنسبة 35% من الأسهم. تمت إعادة تسمية العمل باسم Neovia Logistics Services LLC |

#### البيانات المالية التاريخية بمليارات الدولارات الأمريكية[57][58][59][60][61]
| سنة                | 2001  | 2002  | 2003  | 2004  | 2005  | 2006  | 2007  |
| ------------------ | ----- | ----- | ----- | ----- | ----- | ----- | ----- |
| ربح                | 20.51 | 20.19 | 22.81 | 30.31 | 36.34 | 41.52 | 44.96 |
| صافي الدخل         | 0.805 | 0.798 | 1.099 | 2.035 | 2.854 | 3.537 | 3.541 |
| إجمالي الأصول      | 30.49 | 32.71 | 36.71 | 43.10 | 47.07 | 51.45 | 56.13 |
| الموظفين (بالآلاف) | 70.68 | 70.97 | 67.83 | 73.03 | 81.67 | 90.16 | 97.44 |

| 2008  | 2009  | 2010  | 2011  |
| ----- | ----- | ----- | ----- |
| 51.32 | 32.37 | 42.59 | 60.14 |
| 3.557 | 0.895 | 2.700 | 4.928 |
| 67.78 | 60.04 | 64.02 | 81.22 |
| 106.5 | 99.36 | 98.50 | 113.6 |

| 2012  | 2013  | 2014  | 2015  | 2016   | 2017  | 2018  | 2019  |
| ----- | ----- | ----- | ----- | ------ | ----- | ----- | ----- |
| 65.88 | 55.66 | 55.18 | 47.01 | 38.54  | 45.46 | 54.72 | 53.80 |
| 5.397 | 6.556 | 2.452 | 2.512 | −0.067 | 0.743 | 6.147 | 6.093 |
| 88.83 | 84.76 | 84.50 | 78.34 | 74.70  | 76.96 | 78.51 | 78.45 |
| 127.8 | 122.5 | 115.6 | 110.8 | 99.5   | 98.4  | 104.9 | 102.3 |

## خطوط الإنتاج
خلال السنة المالية 2010، قسمت كاتربيلر منتجاتها وخدماتها وتقنياتها إلى ثلاثة خطوط عمل رئيسية: الآلات والمحركات والمنتجات المالية للبيع إلى الكيانات الخاصة والحكومية. بدءًا من عام 2011، تقدم كاتربيلر تقاريرها المالية باستخدام خمسة قطاعات أعمال: صناعات البناء، وصناعات الموارد، وأنظمة الطاقة، والمنتجات المالية، وجميع القطاعات الأخرى.

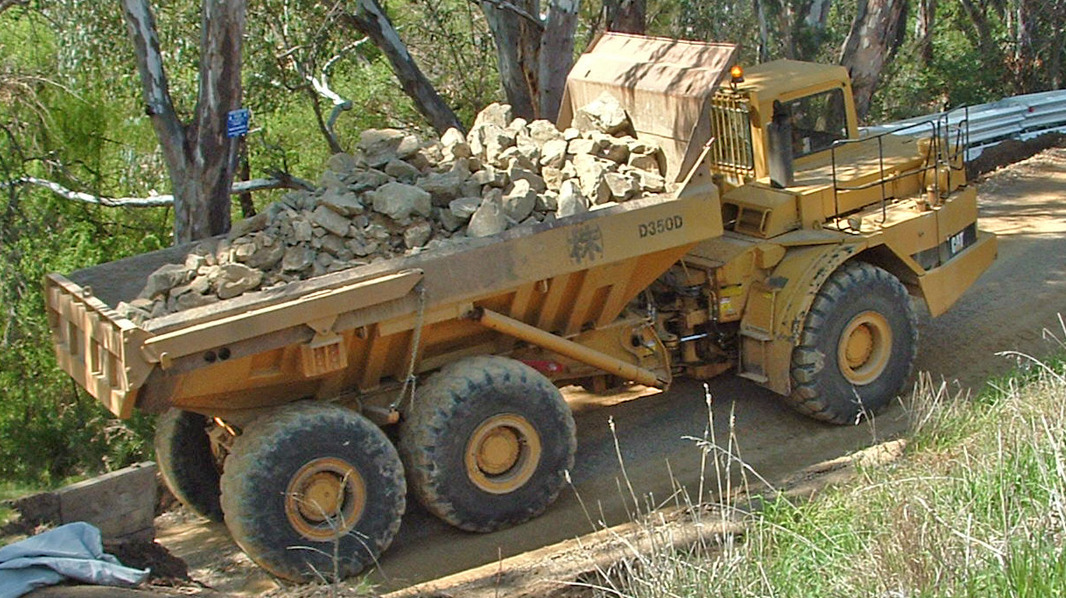
شاحنة مفصلية للطرق الوعرة من كاتربيلر D350D

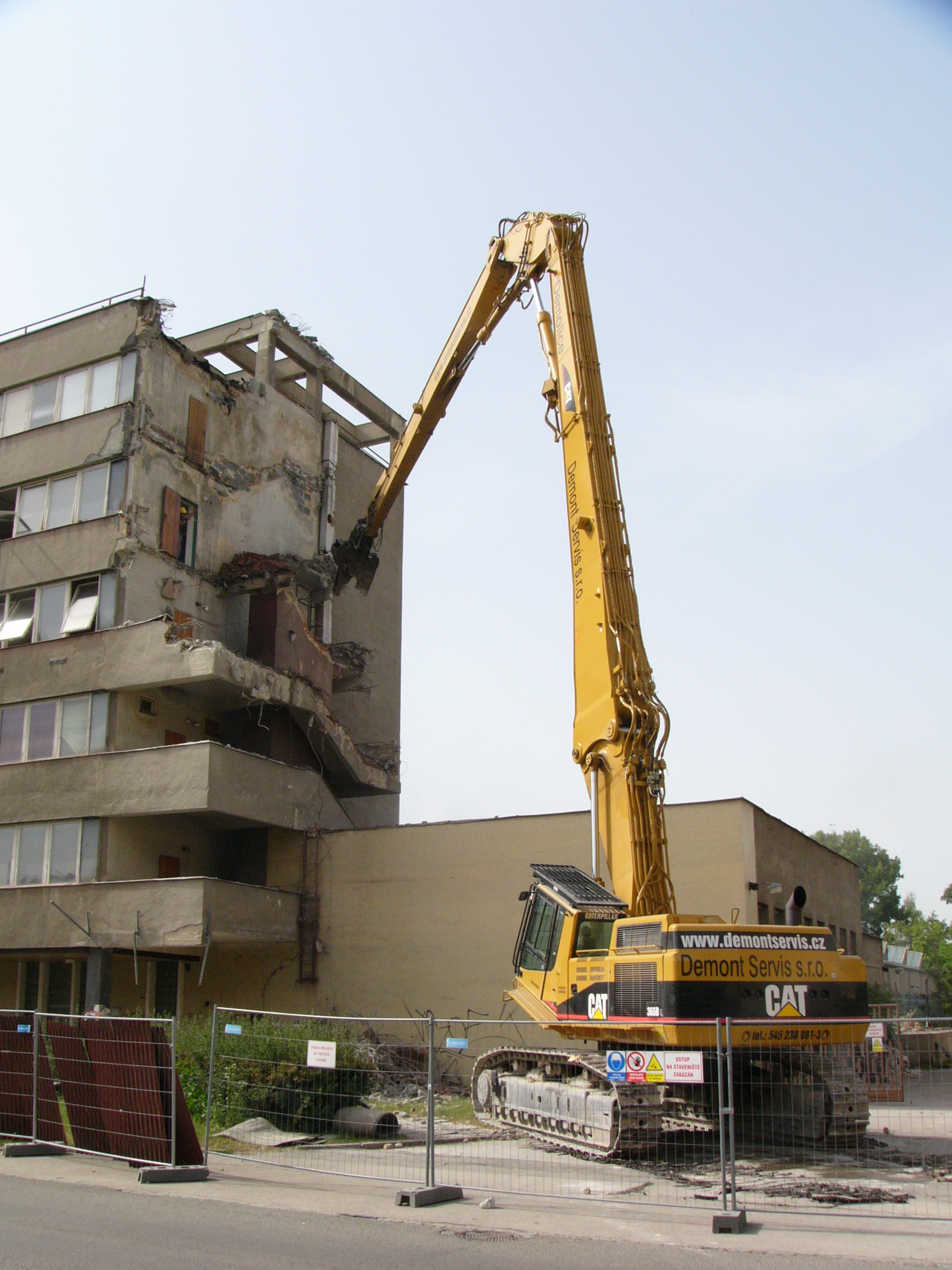
آلة الهدم كات 365B قيد التشغيل

لدى كاتربيلر قائمة بحوالي 400 منتج يمكن شراؤها من خلال شبكة وكلائها. يتراوح خط ماكينات كاتربيلر من الجرارات المجنزرة إلى الحفارات الهيدروليكية، واللوادر ذات المحراث الخلفي، وممهدات الطرق، والشاحنات التي تسير على الطرق الوعرة، والرافعات ذات العجلات، والجرارات الزراعية، والقاطرات. تُستخدم ماكينات كاتربيلر في صناعات البناء، وشق الطرق، والتعدين، والغابات، والطاقة، والنقل، ومناولة المواد. تعد كاتربيلر أكبر مصنع للوادر بعجل في العالم. تم تصميم اللوادر ذات الحجم الصغير (SWL) وتصنيعها في منشآت في كلايتون بولاية نورث كارولينا. تم تصميم الحجم المتوسط (MWL) والحجم الكبير (LWL) في منشأة أورورا، إلينوي. يتم تصنيع اللوادر ذات العجلات المتوسطة في: أورورا (إلينوي)؛ ساغاميهارا، كاناغاوا، اليابان؛ جوسيليس، شارلروا، بلجيكا؛ بيراسيكابا، ساو باولو، البرازيل؛ الهند؛ وجمهورية الصين الشعبية. يتم تصنيع اللوادر ذات العجلات الكبيرة حصريًا في الولايات المتحدة على ثلاثة خطوط تجميع منفصلة في أورورا، إلينوي.

### شاحنات على الطرق الوعرة
بدأت كاتربيلر بيع مجموعة من الشاحنات على الطرق الوعرة في عام 2011، وهي كاتربلر CT660، وهي شاحنة مهنية من الفئة 8. اعتبارًا من مارس 2016، أوقفت كاتربيلر إنتاج الشاحنات المهنية على الطرق السريعة، مشيرة إلى أن "الاحتفاظ بمنافس قوي في هذا السوق يتطلب استثمارات إضافية كبيرة لتطوير وإطلاق مجموعة كاملة من الشاحنات، وبناءً على مراجعة محدثة، قررنا أن هناك قال رامين يونسى، نائب الرئيس المسؤول عن قسم أنظمة الطاقة الصناعية بشركة كاتربيلر: "ليست فرصة سوقية كافية لتبرير الاستثمار". "لم نبدأ بعد في إنتاج الشاحنات في فيكتوريا، وهذا القرار يسمح لنا بالخروج من هذا العمل قبل حدوث الانتقال."

### المحركات والتوربينات الغازية
يتمثل جزء من أعمال كاتربيلر في تصنيع محركات الديزل والغاز الطبيعي وتوربينات الغاز، والتي تُستخدم، بالإضافة إلى استخدامها في المركبات الخاصة بالشركة، كمحركين رئيسيين في القاطرات وشبه الشاحنات والسفن البحرية والسفن، مثل بالإضافة إلى توفير مصدر الطاقة لمحطات الطاقة ذات الحمل الأقصى ومولدات الطوارئ. تم استخدام محرك كاتربيلر 3116 حتى عام 1997، عندما قدمت كاتربيلر محرك كاتربيلر 3126 سداسي الأسطوانات سعة 7.2 لتر كأول محرك ديزل إلكتروني للشاحنات والحافلات الخفيفة. خفضت كاتربيلر الانبعاثات والضوضاء في العام التالي في الإصدار 3126B من المحرك، وحسّنت الانبعاثات بشكل أكبر في عام 2002 مع المحرك 3126E الذي كان يحتوي على مضخة زيت عالية الضغط مُحسّنة وإلكترونيات مُحسّنة. في عام 2003، بدأت كاتربيلر في بيع إصدار جديد من هذا المحرك يسمى C-7 لتلبية معايير الانبعاثات المتزايدة بالولايات المتحدة التي دخلت حيز التنفيذ في عام 2004؛ كان له نفس التصميم العام للإصدار 3126، ولكن مع محاقن الوقود والإلكترونيات المحسّنة التي تضمنت نظامها الجديد لتقنية تقليل انبعاثات الاحتراق (أي سي إي ار تي). في عام 2007، نظرًا لأن الديزل منخفض الكبريت أصبح مطلوبًا في أمريكا الشمالية، قامت كاتربيلر بتحديث C7 لاستخدام حاقنات الوقود ذات القضبان المشتركة وتحسين إلكترونيات أي سي إي ار تي. في يونيو 2008، أعلنت شركة كاتربيلر أنها ستخرج من سوق محركات الديزل على الطرق السريعة في الولايات المتحدة قبل أن تصبح معايير الانبعاثات الصادرة عن وكالة حماية البيئة الأمريكية (EPA) لعام 2010 سارية المفعول، حيث أن التغييرات المكلفة على المحركات، والتي شكلت فقط نسبة مئوية صغيرة من إجمالي مبيعات محركات كاتربيلر، على الأرجح. في أكتوبر 2010، أعلنت شركة كاتربيلر أنها ستشتري شركة تصنيع المحركات الألمانية  مقابل 810 مليون دولار.

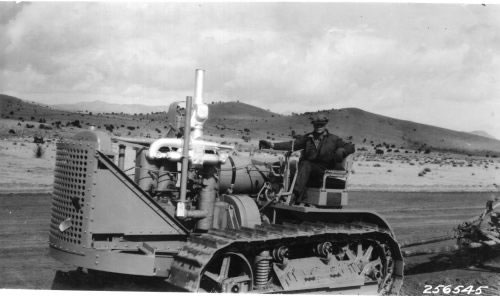
60 حصانا كاتربيلر ستين تستخدم لأعمال الطرق في غابة سيبولا الوطنية، نيو مكسيكو، الولايات المتحدة في عام 1931

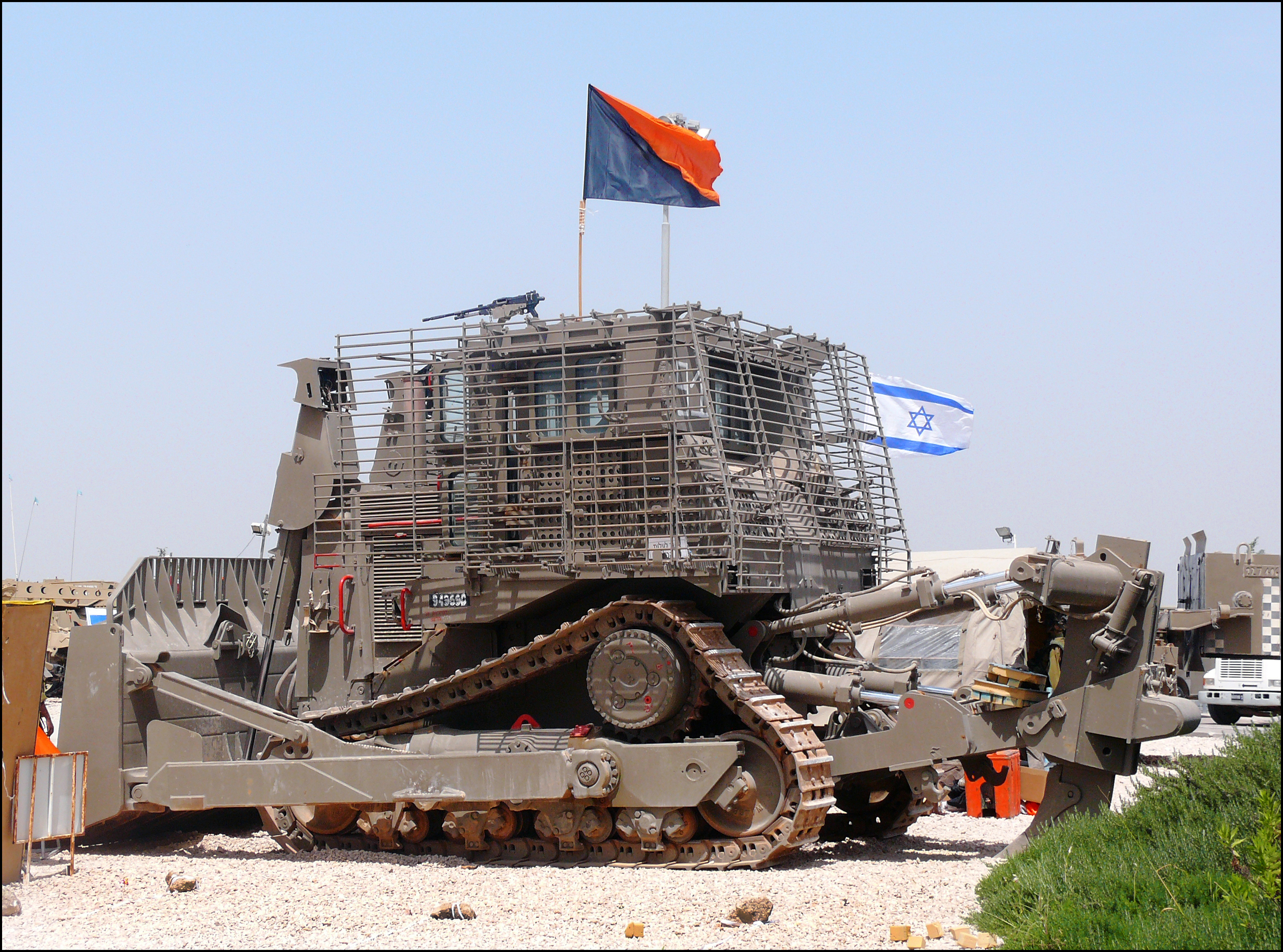
كاتربيلر دي-9.

### منتجات الدفاع كاتربيلر

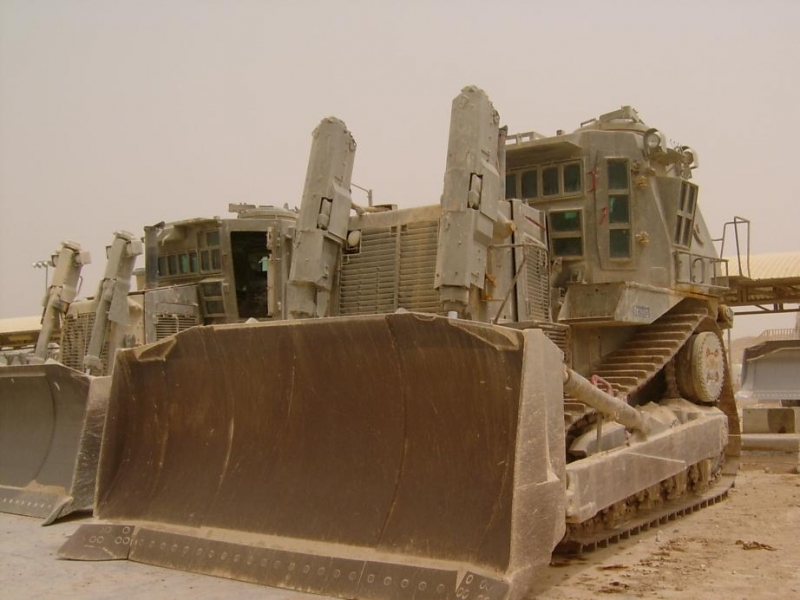
الجيش الإسرائيلي كاتربيلر D9 جرافة مصفحة

توفر شركة كاتربيلر منتجات الدفاع، التي يقع مقرها الرئيسي في شروزبري بالمملكة المتحدة، محركات الديزل، وناقل الحركة الأوتوماتيكي، وأجزاء أخرى لطبقة الجسر المدرعة Titan في المملكة المتحدة، وخزان Trojan للهندسة القتالية، ومركبات هندسة القتال مركبة تيرير، وناقلات الدبابات؛ ناقلة الجند المدرعة الرومانية؛ والمركبة السويسرية المدرعة الخفيفة مواغ بيرانا، التي يجري تطويرها حاليًا لتستخدمها التشكيلات الأمريكية المدرعة الخفيفة؛ أساطيل كبيرة من الشاحنات العسكرية في كل من الولايات المتحدة والمملكة المتحدة؛ وعائلة سي في 90 من مركبات القتال المشاة التي تستخدمها جيوش السويد والنرويج وفنلندا وسويسرا وهولندا والدنمارك. يوفر هذا القسم أيضًا كلاً من محركات الدفع وأنظمة توليد الطاقة لصناعة بناء السفن البحرية، مثل محرك الديزل V-12 المزوَّد بشاحن توربيني من الفئة 3512B للغواصات النووية الأمريكية من فئة فرجينيا. تُستخدم محركات الديزل من كاتربيلر أيضًا في أرصفة النقل البرمائية فئة سان أنطونيو، والفرقاطات الإسبانية من فئة ألفارو دي بازان، وسفن الدوريات البريطانية من فئة ريفر، وقوارب الدوريات المكسيكية فئة سييرا، وسفن الدوريات البحرية من فئة كيدا الماليزية من طراز ميكو. يعرض الأمان الضعيف للشبكة لمحركات كاتربيلر قوة الغواصات الأمريكية لخطر الهجوم السيبراني. في مقابلة حديثة حول الأمن السيبراني، أوضحت البحرية أن كاتربيلر لديها بالفعل بعض أنظمة التحكم الأكثر أمانًا وسيتم استخدامها كنموذج لكيفية تصميم البحرية للحماية الإلكترونية في أنظمة التحكم الخاصة بها. إسرائيل تشتري الجرافات ل قوات الدفاع الإسرائيلية (IDF) من شركة كاتربيلر من خلال الحكومة الأمريكية أموال المساعدات الأجنبية في التكوين المدنيين بهم. يتم إجراء التعديلات العسكرية وتركيب دروع المركبات بالكامل في إسرائيل من قبل الجيش الإسرائيلي والمتعاقدين الأمنيين الإسرائيليين ( الصناعات العسكرية الإسرائيلية والصناعات الجوية الإسرائيلية ).[بحاجة لمصدر] يستخدم الجيش الإسرائيلي العديد من آلات كاتربيلر مثل الجرافات والحفارات واللوادر ذات العجلات والممهدات بشكل أساسي للهندسة وأعمال الحفر ومشاريع البناء. الآلة الأكثر شهرة التي يستخدمها سلاح الهندسة القتالية في الجيش الإسرائيلي هي الجرافة الثقيلة المدرعة كاتربيلر D9، والتي تُستخدم أيضًا في الهندسة القتالية والمهام القتالية تحت النار. أدى استخدام الجيش الإسرائيلي لجرافات كاتربيلر D9 المعدلة للغاية إلى انتقاد نشطاء وبعض المساهمين لشركة كاتربيلر. على وجه الخصوص، تورط الجيش الإسرائيلي كاتربيلر D9 في حادث في عام 2003، حيث قتلت جرافة الناشطة الأمريكية راشيل كوري. لم تكلل الدعوى القضائية ضد كاتربيلر من قبل عائلتها وعائلات الفلسطينيين، الذين قتلوا أيضًا بمعدات كاتربيلر، بالنجاح. رفضت المحكمة دعوى قضائية ضد إسرائيل ووزارة الدفاع الإسرائيلية، وحكمت بأن وفاتها كانت حادثًا بسبب مجال الرؤية المحدود من مقصورة المشغلين المدرعة. في عام 2014، باعت الكنيسة المشيخية (الولايات المتحدة الأمريكية) أسهمها في شركة كاتربيلر مستشهدة باستخدام جرافات كاتربيلر المشاركة في أنشطة الهدم والمراقبة في الضفة الغربية.

### المنتجات الزراعية
قدمت كاتربيلر مجموعة تشالنجر من الجرارات الزراعية كنتيجة للعديد من برامج التطوير على مدار فترة زمنية طويلة. بدأ البرنامج في السبعينيات وشمل كلاً من الوحدات القائمة على D6 ووحدات الطاقة Grader. كان هناك برنامج مواز يطور أيضًا جرارات عالية القدرة بعجلات تعتمد على استخدام هيكل مجرفة التحميل المفصلية الذي تم دمجه لاحقًا مع فريق الزاحف. وكانت النتيجة تشالنجر تراكتور ونظام «موبي تراك». تم تسويق تشالنجر في أوروبا كآلات كلاس منذ عام 1997، مع تسويق كاتربيلر لمجموعة ليكسيون المُصنَّعة من كلاس في الولايات المتحدة. شكلت كلاس و كاتربيلر مشروعًا مشتركًا، كلاس Omaha، لبناء حصادات في أوماها، نبراسكا، الولايات المتحدة الأمريكية تحت العلامة التجارية كات. في عام 2002، باعت كات حصتها لشركة كلاس، ورخصت لشركة كلاس باستخدام طلاء كات و كات الأصفر. يتم تسويقها كما تجمع ليكسيون الآن. في عام 2002 أيضًا، باعت كاتربيلر أعمال الجرارات المجنزرة من طراز تشالنجر لشركة شركة جلينر أليس ورخصت لها باستخدام اسمي كات والكسوة. أدى هذا إلى إنهاء مشروع كات في الزراعة.

### المنتجات المالية وترخيص العلامة التجارية
توفر كاتربيلر التمويل والتأمين للعملاء عبر شبكة الوكلاء العالمية، وتدر دخلاً من خلال ترخيص العلامات التجارية والشعارات الخاصة بشركة كاتربيلر و كات.

#### ترخيص العلامة التجارية
تبيع كاتربيلر الحق في تصنيع وتسويق وبيع المنتجات التي تحمل علامة كات التجارية للمرخص لهم في جميع أنحاء العالم. تعد ولفيرين في جميع أنحاء العالم أحد الأمثلة، حيث حصلت على ترخيص منذ عام 1994 وهي حاليًا الشركة الوحيدة المرخصة لإنتاج الأحذية التي تحمل علامة كات التجارية. يبيع المرخص لهم الآخرون عناصر بما في ذلك النماذج المصغرة لمنتجات كات، والملابس، والقبعات، والأمتعة، والساعات، والمصابيح اليدوية، والمجارف، والسكاكين، والمراوح، والقفازات، والهواتف الذكية، وغيرها من المنتجات الاستهلاكية.

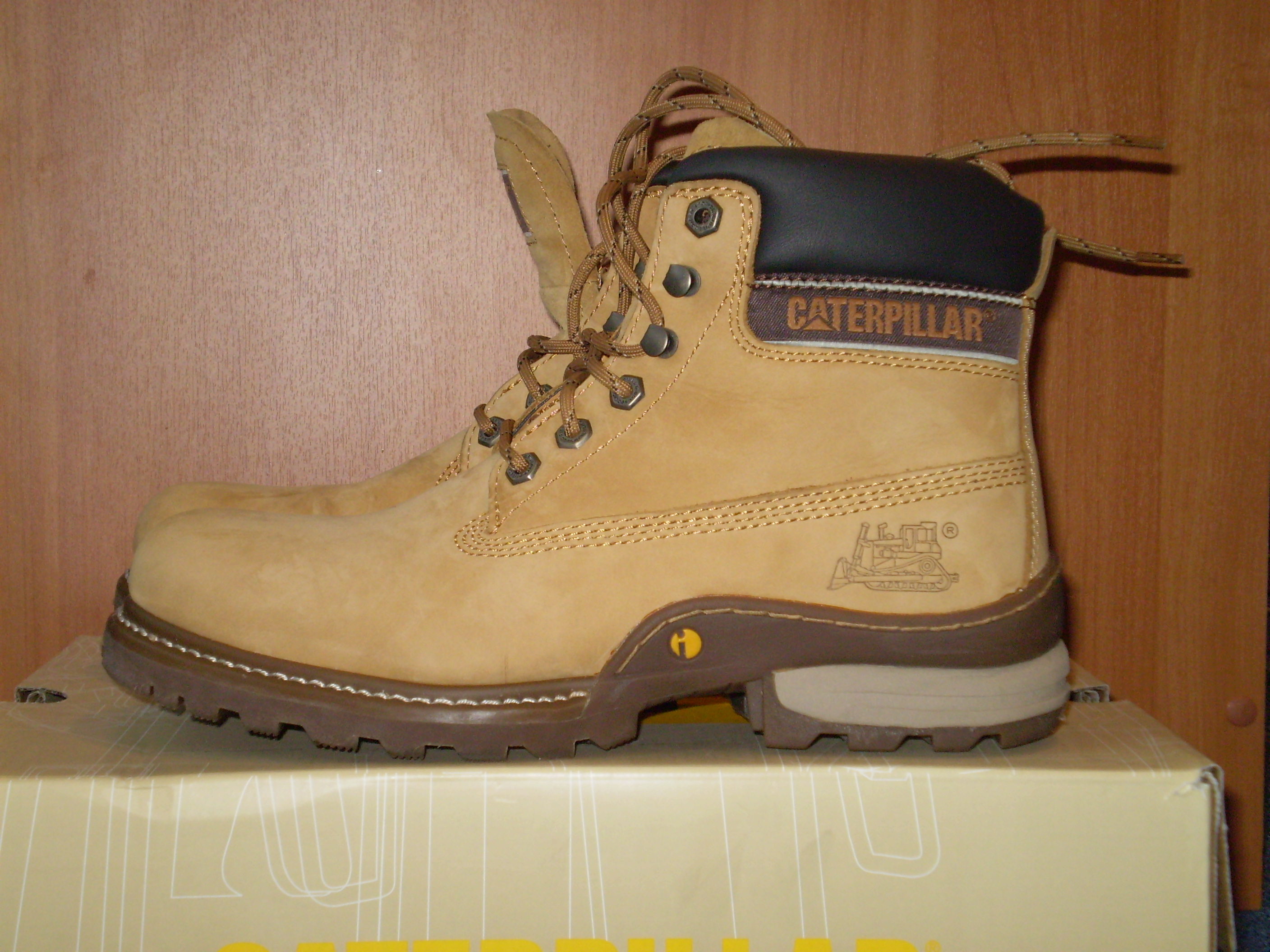
أحذية عمل تحمل علامة كاتربيلر تصنعها ولفيرين وورلد وايد

## العلاقات العامة

### تصنيع
يتم تصنيع منتجات ومكونات كاتربيلر في 110 منشأة حول العالم. يوجد 51 مصنعًا في الولايات المتحدة و 59 مصنعًا خارجيًا في أستراليا (حتى 2015)، بلجيكا، البرازيل، كندا، الصين، جمهورية التشيك، إنجلترا، فرنسا، ألمانيا، المجر، الهند ( تيروفالور )، إندونيسيا، إيطاليا، اليابان والمكسيك وهولندا وأيرلندا الشمالية وبولندا وروسيا وسنغافورة وجنوب إفريقيا والسويد. يقع مقر التصنيع التاريخي لشركة كاتربيلر في بيوريا، إلينوي، والتي كانت أيضًا موقعًا للمقر الرئيسي العالمي لشركة كاتربيلر وأنشطة البحث والتطوير الأساسية. على الرغم من تعاقد كاتربيلر على جزء كبير من إنتاجها المحلي للأجزاء وتخزينها لأطراف ثالثة، لا تزال كاتربيلر لديها أربعة مصانع رئيسية في منطقة بيوريا (إلينوي): مابلتون، حيث يتم صب كتل محركات الديزل والأجزاء الكبيرة الأخرى؛ مصنع إيست بيوريا، الذي قام بتجميع جرارات كاتربيلر لأكثر من 70 عامًا؛ مصنع محركات موسفيل، الذي بني بعد الحرب العالمية الثانية؛ ومنشأة قطع غيار مورتون.
المرافق الرئيسية في أمريكا اللاتينية:
- المكسيك: توريون، أكونا، مونتيري، رينوسا، سان لويس بوتوسي، تيخوانا.
- البرازيل: كامبو لارجو، بيراسيكابا، كوريتيبا، هورتولانديا، سيت لاجواس.

### توزيع
يتم توزيع منتجات كاتربيلر على المستخدمين النهائيين في ما يقرب من 200 دولة من خلال شبكة كاتربيلر العالمية المكونة من 220 موزعًا. تجار كاتربيلر هم شركات مملوكة ومدارة بشكل مستقل في مناطق جغرافية حصرية. يقدم التجار خدمات البيع والصيانة والإصلاح وتأجير المعدات وقطع الغيار. فيننج انترناشيونال، تاجر مقره في فانكوفر، كندا، هو أكبر موزع عالمي لشركة كاتربيلر. جميكو هي الموزع رقم 1 في الهند لماكينات كاتربيلر. يستخدم معظم التجار نظام إدارة يسمى DBS لعملياتهم اليومية. اعتبارًا من الربع الأول من عام 2006، تم إجراء 66% من مبيعات كاتربيلارز بواسطة أحد التجار البالغ عددهم 63 تاجرًا في الولايات المتحدة، بينما تم بيع النسبة المتبقية البالغة 34% بواسطة أحد وكلاء كاتربيلر البالغ عددهم 157 تاجرًا في الخارج.

### إدارة
تتمتع كاتربيلر بهيكل حوكمة مؤسسي حيث يعمل رئيس مجلس الإدارة أيضًا كمدير تنفيذي (CEO). مجلس الإدارة مستقل تمامًا ويتكون من مديرين غير موظفين يتم اختيارهم من خارج الشركة. يقدم العديد من رؤساء المجموعات تقاريرهم إلى الرئيس التنفيذي، ويتبع العديد من نواب الرئيس كل رئيس مجموعة. يتألف المجلس من ثلاث لجان: التدقيق. التعويضات والموارد البشرية؛ الحكم والسياسة العامة. يخضع سلوك جميع الموظفين لمدونة قواعد سلوك العمل في جميع أنحاء العالم، والتي نُشرت لأول مرة في عام 1974 وتم تعديلها آخر مرة في عام 2005، والتي تحدد معايير الشركة للأمانة والسلوك الأخلاقي. يتم إعادة اختبار موظفي الإدارة على هذا الرمز سنويًا. في 1 كانون الثاني (يناير) 2017، خلف جيم أمبلبي دوجلاس آر أوبرهيلمان في منصب الرئيس التنفيذي وأصبح ديف كالهون رئيسًا غير تنفيذي. في 12 ديسمبر 2018، تم تعيين امبليبي رئيسًا لمجلس الإدارة أيضًا، مما عكس قرار كاتربيلر السابق بتقسيم منصب الرئيس التنفيذي ورئيس مجلس الإدارة.

### القوى العاملة وعلاقات العمل
اعتبارًا من 31 ديسمبر 2009، قامت شركة كاتربيلر بتوظيف 93813 شخصًا، منهم 50562 خارج الولايات المتحدة. تمثل أرقام التوظيف الحالية انخفاضًا قدره 17900 موظف مقارنة بالربع الثالث من عام 2008. بسبب إعادة هيكلة العمليات التجارية التي بدأت في التسعينيات، هناك 20000 وظيفة نقابية أقل في منطقة بيوريا، إلينوي بينما زادت فرص العمل خارج الولايات المتحدة.
في عام 2020، أفيد أن شركة كاتربيلر كانت تخطط لإلغاء 700 وظيفة في عملياتها في أيرلندا الشمالية.

### ممارسات العمل
اقتربت كاتربيلر من الإفلاس في أوائل الثمانينيات، حيث خسرت في وقت ما ما يقرب من مليون دولار أمريكي يوميًا بسبب التراجع الحاد في الطلب على المنتجات مع زيادة المنافسة مع منافستها اليابانية كوماتسو. (في ذلك الوقت، استخدمت كوماتسو الشعار الداخلي «تطويق كاتربيلر». ) عانت كاتربيلر أكثر عندما أعلنت الولايات المتحدة فرض حظر على الاتحاد السوفيتي بعد الغزو السوفيتي لأفغانستان، مما تسبب في عدم قدرة الشركة على بيع ما قيمته 400 مليون دولار من آلات مد الأنابيب التي تم بناؤها بالفعل. نظرًا للانخفاض الحاد في الطلب، بدأت كاتربيلر تسريح الموظفين، مما أدى إلى إضرابات، في المقام الأول من قبل أعضاء عمال السيارات المتحدون، ضد منشآت كاتربيلر في إلينوي وبنسلفانيا. أشارت العديد من التقارير الإخبارية في ذلك الوقت إلى أن المنتجات كانت تتراكم بشكل كبير في المرافق بحيث لا يمكن للعمال البدلاء أن يشقوا طريقهم بالكاد إلى محطات عملهم. في عام 1992، نظم عمال السيارات المتحدون إضرابًا لمدة خمسة أشهر ضد شركة كاتربيلر. رداً على ذلك، هددت كاتربيلر باستبدال قوة العمل النقابية التابعة لشركة كاتربيلر بأكملها. ضرب أكثر من عشرة آلاف عضو عمال التنفيذ الزراعي في أمريكا مرة أخرى في 1994-1995 لمدة 17 شهرًا، وهو رقم قياسي في ذلك الوقت. انتهى الإضراب بقرار عمال التنفيذ الزراعي في أمريكا بالعودة إلى العمل بدون عقد على الرغم من الإيرادات والأرباح القياسية لشركة كاتربيلر. في عام 1994، عرضت شركة كاتربيلر عقدًا على أعضاء عمال التنفيذ الزراعي في أمريكا كان من شأنه أن يرفع رواتب كبار العاملين من 35000 دولار إلى 39000 دولار سنويًا. ومع ذلك، كانت عمال التنفيذ الزراعي في أمريكا تسعى للحصول على نفس الأجر الأعلى البالغ 40،000 دولار الذي تم دفعه للعاملين في جون دير في عام 1994. خلال الإضرابات، استخدمت كاتربيلر موظفي الإدارة في محاولة للحفاظ على الإنتاج. لقد علقت أعمال البحث والتطوير، وأرسلت آلاف المهندسين وغيرهم من الموظفين الذين لم يتم التفاوض معهم إلى مرافق التصنيع والتجميع الخاصة بهم لتحل محل أعضاء النقابات المضربين أو المغلقين. بدلاً من الاستمرار في محاربة عمال السيارات المتحدون، اختارت كاتربيلر أن تجعل نفسها أقل عرضة لأساليب المساومة التقليدية للعمل المنظم. كانت إحدى الطرق هي الاستعانة بمصادر خارجية في كثير من أعمال إنتاج قطع الغيار وأعمال المستودعات لشركات خارجية. في خطوة أخرى، وفقًا لمسؤولي عمال التنفيذ الزراعي في أمريكا ومحللي الصناعة، بدأت كاتربيلر في تنفيذ «إستراتيجية جنوبية». وشمل ذلك فتح مصانع جديدة أصغر، يطلق عليها «مرافق التركيز»، في حالات الحق في العمل. افتتحت كاتربيلر هذه المرافق الجديدة في كلايتون وسانفورد بولاية نورث كارولينا؛ جرينفيل، ساوث كارولينا؛ كورنث، ميسيسيبي؛ دييرسبورغ؛ جريفين ولاجرانج، جورجيا؛ سيجوين، تكساس؛ وشمال ليتل روك، أركنساس.
في عام 2012، أغلقت الشركة العمال في مصنع للقاطرات في لندن، أونتاريو، كندا وطالبت البعض بقبول تخفيض يصل إلى 50% في الأجور، من أجل أن تصبح قادرة على المنافسة من حيث التكلفة مع مرافق تصنيع كاتربيلر المماثلة في الولايات المتحدة. أثارت هذه الخطوة جدلاً في كندا، حيث اشتكى البعض من أن المصنع قد تم الحصول عليه بذرائع كاذبة. ونتيجة لذلك، بدأ متجر ملابس مارك في سحب أحذية كاتربيلر من أرففه. في 1 مايو 2012، دخل 780 عضوًا من الرابطة الدولية للميكانيكيين وعمال الفضاء المحلي 851 في إضراب. تم التوصل إلى اتفاق في أغسطس، مما أدى إلى تجميد الأجور لمدة 6 سنوات. أعرب العمال المضربون عن غضبهم بشأن التجميد نظرًا لأرباح الشركة القياسية لعام 2011 وزيادة رواتب الرئيس التنفيذي أوبرهيلمان بنسبة 60 ٪.

### العمل القسري في شينجيانغ
في يونيو 2020، أفيد أن تاجر جملة للملابس من شركة كاتربيلر، سوميت ريسورسز إنترناشونال، يشارك في مخطط نقل العمالة الذي تديره الحكومة الصينية والذي يستخدم العمالة القسرية للأويغور في معسكرات الاعتقال.

## سجل بيئي

### الإشراف البيئي
فازت أقسام كاتربيلر بجوائز حاكم إلينوي لمنع التلوث كل عام منذ عام 1997. حصلت كاتربيلر على جائزة حاكم إلينوي لمنع التلوث لعام 2007 عن ثلاثة مشاريع: نفذت وحدة الأعمال الهيدروليكية والأنظمة الهيدروليكية في جولييت طلاءًا مرشوشا باللهب لنظام تعليق الشاحنة، واستبدل عملية الصبغ بالكروم، وقلل النفايات الخطرة بمقدار 700000 رطل سنويًا، وتوفير 14 مليون غالون أمريكي (53,000 م3)   من الماء. عملت منظمة كاتربيلر منظمة المعادن الزهر في مابلتون جمعية مسكوب الأمريكية للمساعدة في وضع قاعدة لتقليل النفايات الخطرة في الخردة المعدنية التي تفي بمتطلبات الجودة الصارمة، وكذلك السماح للمسابك بمواصلة إعادة تدوير أنواع معينة من الخردة والحفاظ على هيكل تكلفة تنافسي. قام مركز محرك موسفل التابع لشركة كاتربيلر بتشكيل فريق للنظر في عمليات إعادة استخدام الزيت المستخدم وإعادة التدوير التي أجبرت MEC على إرسال كميات كبيرة من الزيت المستخدم خارج الموقع لإعادة التدوير، كما طور نظامًا محدثًا لاستعادته لإعادة استخدامه في الموقع. تضمنت الفوائد الناتجة تقليل الاستخدام بنحو 208,000 غالون أمريكي (790 م3)   من النفط سنويا. شاركت كاتربيلر في عام 2004 في مبادرات مثل برنامج الحملة الوطنية للديزل النظيف التابع لوكالة حماية البيئة الأمريكية، والذي يشجع على تعديل أساطيل الحافلات والشاحنات القديمة بمحركات ديزل أحدث تفي بمعايير أعلى للانبعاثات. في عام 2005، تبرعت شركة كاتربيلر بمبلغ 12 مليون دولار أمريكي إلى منظمة الحفاظ على الطبيعة في جهد مشترك لحماية أنظمة الأنهار والحفاظ عليها في البرازيل والولايات المتحدة الأمريكية والصين. كانت كاتربيلر، لسنوات عديدة، عضوًا في مجلس الأعمال العالمي للتنمية المستدامة ومقره في جنيف، سويسرا، وتم إدراجها في مؤشر داو جونز العالمي للاستدامة كل عام منذ عام 2001.

### انتهاك قانون الهواء النظيف
في يوليو 1999، وقعت شركة كاتربيلر وخمسة مصانع أخرى لمحركات الديزل على مرسوم موافقة مع وزارة العدل وولاية كاليفورنيا، بعد أن كشفت التحقيقات الحكومية عن انتهاكات لقانون الهواء النظيف. يتضمن الانتهاك أكثر من مليون محرك ديزل تم بيعها بأجهزة هزيمة، وهي أجهزة تنظم الانبعاثات أثناء اختبارات ما قبل البيع، ولكن يمكن تعطيل ذلك لصالح أداء أفضل أثناء القيادة اللاحقة على الطرق السريعة. وبالتالي، فإن هذه المحركات «. تنبعث منها ثلاثة أضعاف المستوى المسموح به من أكاسيد النيتروجين المكونة للضباب الدخاني (NOx). في عام 1998 وحده، انبعثت هذه المركبات المخالفة 1.3 مليون طن من أكاسيد النيتروجين الإضافية - وهي كمية تعادل انبعاثات 65 مليون سيارة». لهذا السبب، حصلت كاتربيلر على لقب «شرير الهواء النظيف لهذا الشهر» لشهر أغسطس 2000 من قبل منظمة الهواء النظيف. نص مرسوم الموافقة على دفع 83 مليون دولار كغرامات مدنية وتحديد مواعيد نهائية جديدة للوفاء بمعايير الانبعاثات. ومع ذلك، نجحت كاتربيلر في الضغط من أجل تمديد المواعيد النهائية التي اعتبروها شديدة للغاية. ومع ذلك، في أكتوبر 2002، كاتربيلر الشركة الوحيدة لمحركات الديزل (من بين تلك التي وقعت على المراسيم) التي أخفقت في الوفاء بالموعد النهائي لمعايير الانبعاثات الجديدة اضطر لدفع 128 مليون دولار في غرامات عدم المطابقة لكل محرك.

## الخلافات

### تقنيات التأجيل الضريبي
في مارس 2017، عندما داهم وكلاء اتحاديون أمريكيون مقر شركة كاتربيلر في بيوريا إلينوي، كان من الواضح بالفعل أن الشركة قد اتخذت إجراءات صارمة للتحكم في تكاليف الضرائب. منذ أبريل 2014، تم التحقيق في السياسات الضريبية للشركة من قبل لجنة فرعية تابعة لمجلس الشيوخ برئاسة السناتور كارل ليفين. كشفت هذه التحقيقات عن تغييرات كبيرة في إستراتيجية الضرائب الخارجية لشركة كاتربيلر، وبلغت ذروتها في إنشاء الشركة الفرعية السويسرية الجديدة كاتربيلر في جنيف. في عام 1999، اتهم دانييل شليكسوب، المدير التنفيذي السابق لشركة كاتربيلر، الشركة بتحويل الأرباح من قطع الغيار إلى سويسرا حيث لا توجد بها مستودعات أو مصانع. وجدت دائرة الإيرادات الداخلية أن الشركة مسؤولة عن مليار دولار من الضرائب غير المدفوعة للأعوام من 2007 إلى 2009. برايس ووتر هاوس كوبرز (PWC)، مهندسة إستراتيجية كاتربيلر المالية، للتدقيق أيضًا، بسبب تضارب المصالح، حيث عملت كمستشار ومراقب ضرائب عالمي لشركة كاتربيلر.  كشف مجلس الشيوخ عن وثائق من شركة برايس ووترهاوس كوبرز تقول إن الخطوة المفصلة كانت مجرد وسيلة للتهرب من الضرائب الأمريكية. قال أحدهم «سيتعين علينا القيام ببعض الرقص». وأشار آخر، «يا له من هيك، سوف نتقاعد جميعًا عندما يأتي هذا في التدقيق.»

### مبيعات الجيش الإسرائيلي
في عام 2004، أرسل مكتب المفوض السامي لحقوق الإنسان التابع للأمم المتحدة رسالة تحذير إلى الشركة بشأن مبيعاتها من الجرافات إلى الجيش الإسرائيلي والتي استُخدمت جزئيًا لتدمير المزارع الفلسطينية.

### مطالبات العلامات التجارية
سعت شركة كاتربيلر إلى إلغاء العلامات التجارية المسجلة في الولايات المتحدة التي تتضمن كلمة «كات» في سوق الملابس، مثل «كات & كلاود» (مقهى في سانتا كروز، كاليفورنيا )، ولوحة المفاتيح كات. واجهت الشركة انتقادات بسبب هذا «التنمر» المزعوم، حتى عندما تكون احتمالية حدوث ارتباك منخفضة.

### العمل الخيري والجوائز
كاتربيلر عضو في تحالف القيادة العالمية بالولايات المتحدة، وهو تحالف مقره واشنطن العاصمة يضم أكثر من 400 شركة كبرى ومنظمة غير حكومية تدعو إلى زيادة تمويل الجهود الدبلوماسية والإنمائية الأمريكية في الخارج من خلال ميزانية الشؤون الدولية. تعمل مشاريع التنمية الاقتصادية في البلدان النامية (خاصة في المناطق الريفية والزراعية) كأسواق جديدة لمنتجات كاتربيلر من خلال تحسين الاستقرار السياسي والاقتصادي ورفع متوسط الدخل. 2011 حاصل على جائزة هنري سي تورنر للابتكار في تكنول في تكنولوجيا البناء من متحف البناء الوطني.

## وصلات خارجية
- الموقع الرسمي